# Carélie d'Aunus
La Carélie d'Aunus (finnois : Aunuksen Karjala, (carélien : Anuksen Karjala) ou Carélie d'Olonets russe : Олонецкая Карелия) est un territoire historique situé dans l'actuelle république de Carélie.

## Géographie
La Carélie d'Aunus est située entre le lac Ladoga et le lac Onega. 
La Carélie d'Aunus était un territoire habité par les Caréliens et les Vepses au sud de la Carélie orientale.

## La Carélie d'Aunus au début duXXesiècle
| Ouïezd d'Olonets       | |        |
| Ville                  | Municipalités | Cartes |
| Aunus                  | - Kotkatjärvi - Mätässyvä - Nekkula - Riipuskala - Tulemajärvi - Vaaseni - Vieljärvi - Vitele                                  |        |
| Ouïezd de Petrozavodsk | |        |
| Ville                  | Municipalités | Cartes |
| Petroskoi              | - Ahnus - Jallahti - Latva - Munjärvi - Kontupohja - Pyhäjärvi - Soutjärvi - Suoju - Suurlahti - Säämäjärvi - Tiudia - Tolvoja |        |
| Ouïezd de Povenets     | |        |
| Ville                  | Municipalités | Cartes |
| Povenets               | - Danilova - Kiimasjärvi - Lindjärvi - Mäntyselkä - Paatene - Petrovski Jam - Porajärvi - Repola - Rimoila - Rukajärvi - Sunku |        |